# Monteithiana cynthia
Monteithiana cynthia är en tvåvingeart som beskrevs av Richards 1973. Monteithiana cynthia ingår i släktet Monteithiana och familjen hoppflugor. Inga underarter finns listade i Catalogue of Life.